# Tramwaj w Riffelalpie
Tramwaje w Riffelalp − linia tramwaju turystycznego działająca w Riffelalp przy linii kolejowej Gornergratbahn niedaleko Zermatt w Szwajcarii.

## Historia

### 1899−1961
Powodem budowy tramwaju był wybudowany w 1884 hotel Riffelalp nieco oddalony od stacji kolejowej o tej samej nazwie. Linię tramwajową uruchomiono 13 lipca 1899. Trasa linii o szerokości toru wynoszącej 800 mm i długości zaledwie 480 m zaczynała się przy stacji kolejowej Riffelalp (2209 m n.p.m.), a kończyła przy hotelu Riffelalp (2222 m n.p.m.). Ostatnie tramwaje na trasie kursowały latem 1960. W nocy z 14 na 15 lutego 1961 w hotelu wybuchł pożar i ruch tramwaju został wstrzymany. Koszt przejazdu tramwajem w 1946 wynosił 1 CHF. 

### od 2001
W związku z odbudową hotelu postanowiono odbudować linię tramwajową. Linię ponownie uruchomiono 15 czerwca 2001. Na linii prąd pobierany jest z akumulatorów, a nie jak do 1961 z sieci trakcyjnej. Obecna linia ma długość 675 m. Tramwaj działa od połowy czerwca do połowy października.

## Tabor
Początkowo tabor był malowany na zielono. W 1919 r. wagony wyremontowano i otrzymały nowe czerwone malowanie. Wagony o długości 4,76 m i wadze 2,3 t wyprodukowała w roku 1899 Huta Berno. W dyspozycji były 2 wagony silnikowe i jeden doczepny. Na odbudowanej linii kursują dwa zrekonstruowane wagony tramwajowe w kolorze czerwonym, dodatkowo w użyciu jest także jeden wagon towarowy. Wagony pasażerskie mierzą 5,3 m, ważą 3,3 t. Wagon towarowy mierzy 5,82 m, ładowność wynosi 2,5 t. Przy hotelu wybudowano zajezdnię dla tramwaju.

## Galeria

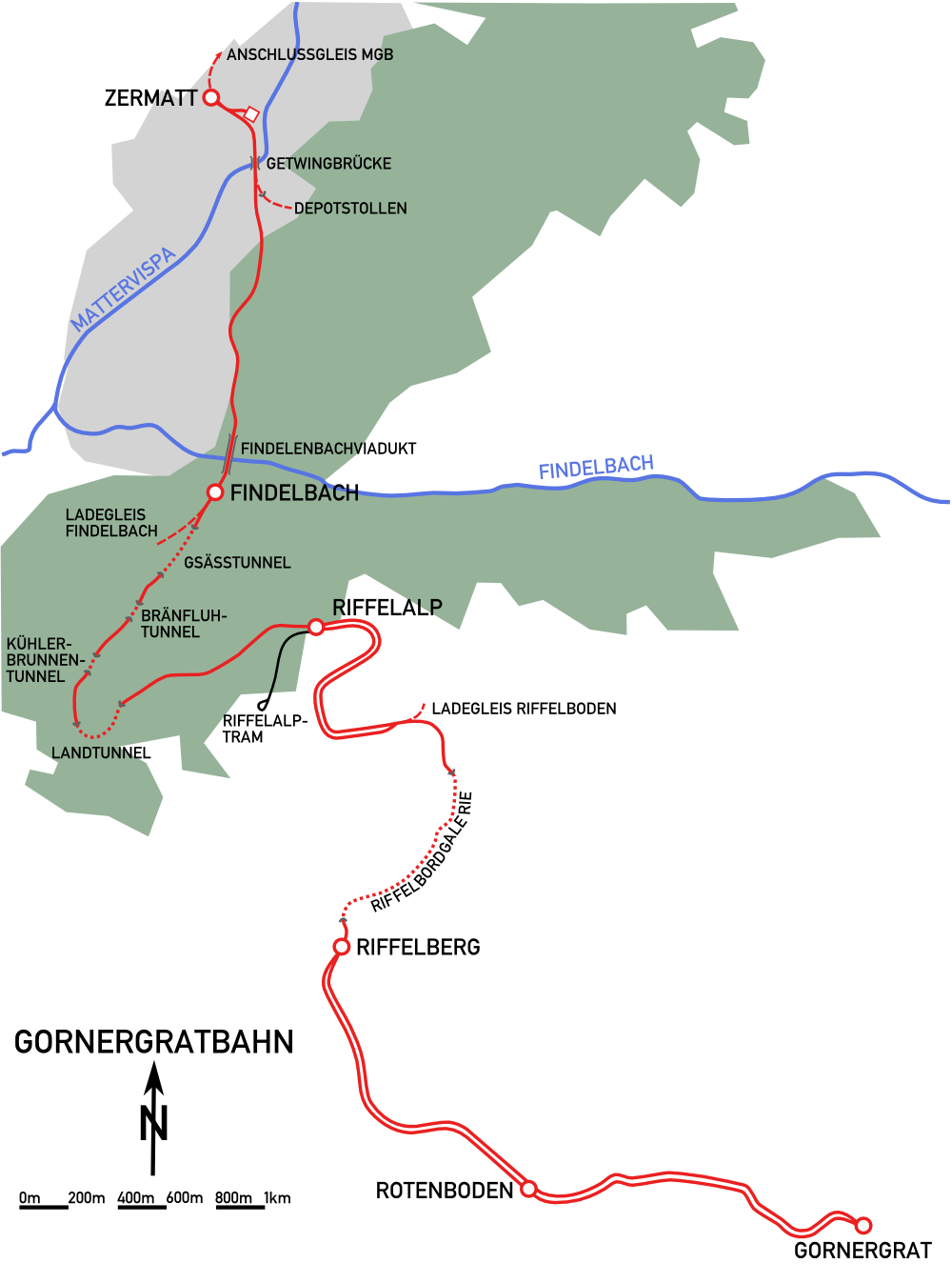
Mapa linii kolejowej Gornergratbahn z zaznaczoną na czarno linią tramwajową
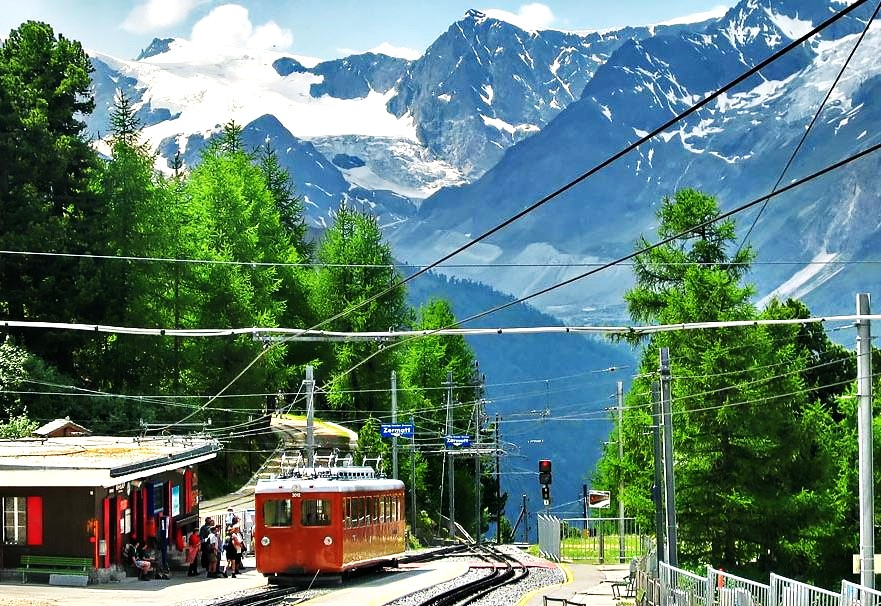
Stacja kolejowa Riffelalp z widocznym po lewej stronie torem tramwajowym
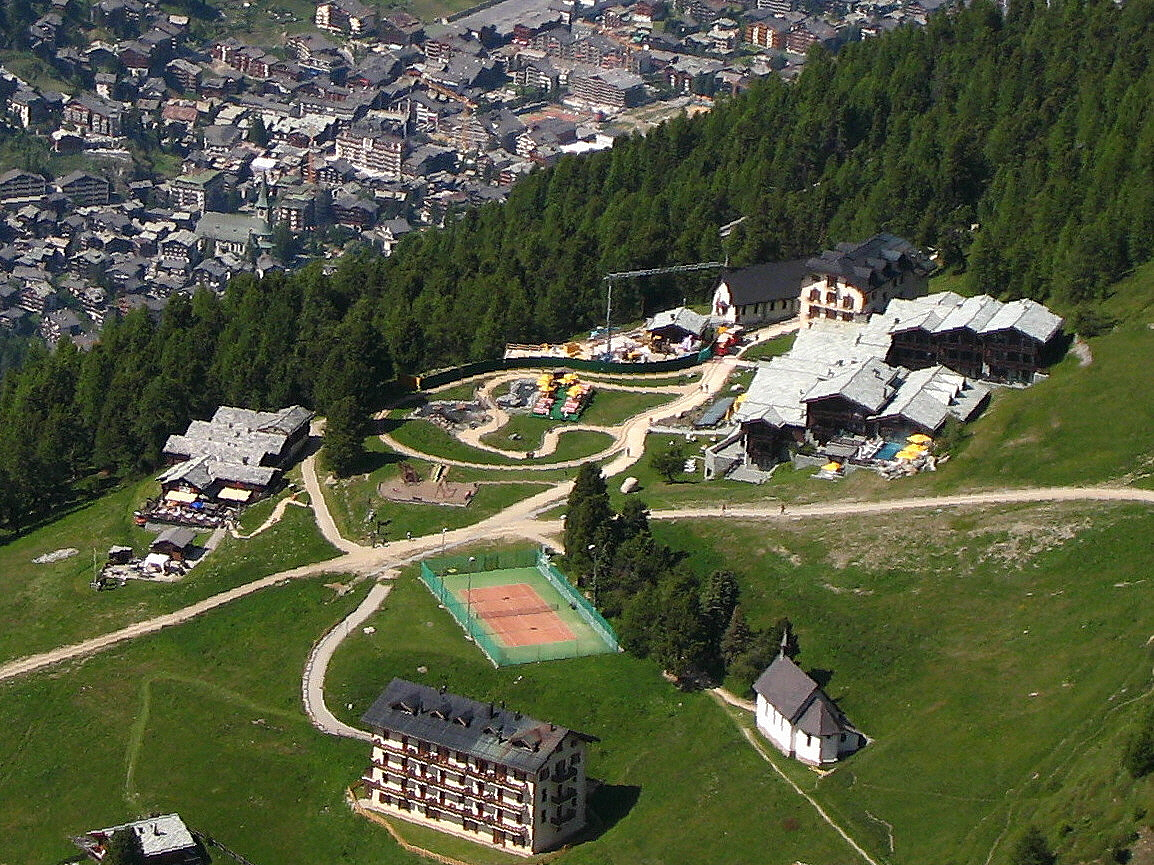
Widok na Zermatt i hotel Riffelalp z pętlą tramwajową przed nim